# Покрајина Мари
Покрајина Мари, односно провинција Мари или вилајет Мари (туркм. welaýaty), је једна од пет покрајина Туркменистана. Главни град покрајине је истоимени Мари.